# Ophioplocus januarii
Ophioplocus januarii är en ormstjärneart som först beskrevs av Christian Frederik Lütken 1856.  Ophioplocus januarii ingår i släktet Ophioplocus och familjen Ophiolepididae. Inga underarter finns listade i Catalogue of Life.